# Irmãs Ursulinas da Sagrada Família
As Irmãs Ursulinas da Sagrada Família são um instituto religioso feminino de direito pontifício; os membros da congregação adiam seu nome com a sigla O.S.F..

## História
A Companhia de Santa Úrsula foi fundada em 2 de fevereiro de 1908 em Monterosso Almo por Arcangela Salerno para a instrução e educação cristã da juventude. Originalmente inspirada na regra primitiva de Santa Ângela Merici, a companhia logo mudou sua sede central para Siracusa e foi reconhecida canonicamente pelo Arcebispo Luigi Bignami em 11 de novembro de 1915.
As Ursulinas contribuíram para o socorro às vítimas durante o grande terramoto de Messina e rapidamente estenderam o seu trabalho à assistência às meninas órfãs ou abandonadas; tornaram-se uma congregação religiosa em 5 de agosto de 1946.
A congregação recebeu o primeiro reconhecimento da Santa Sé em 20 de março de 1954 e o decreto pontifício de louvor em 20 de maio de 1971.

## Atividades e difusão
As irmãs dedicam-se à educação de crianças e jovens em creches e escolas, à assistência às meninas carenciadas e ao apostolado em obras paroquiais e diocesanas.
Além da Itália, estão presentes na França e no Brasil; a sede geral, desde 1979, está na via Monte Senario em Roma.
No final de 2011, o instituto contava com 84 religiosas em 16 casas.